# Peter Grant
Peter Grant (født 30. august 1965 i Bellshill, Skotland) er en tidligere skotsk fodboldspiller og -træner, der spillede som midtbanespiller. Han var på klubplan primært tilknyttet Celtic F.C., med kortere ophold i England hos Norwich, Reading og Bournemouth. Han spillede desuden to kampe for det skotske landshold. Med Celtic var han med til at vinde to skotske mesterskaber og fire FA Cup-titler.
Efter sit karrierestop var Grant fra 2006 til 2007 manager for sin gamle klub Norwich.

## Titler
Skotsk Premier League
- 1986 og 1988 med Celtic F.C.

Skotsk FA Cup
- 1985, 1988, 1989 og 1991 med Celtic F.C.

Skotsk Liga Cup
- 1983 med Celtic F.C.